# Teodora Tocco
Teodora Tocco (nascida Madalena Tocco; novembro de 1429) foi a primeira esposa de Constantino XI Paleólogo (r. 1449–1453) enquanto era déspota da Moreia. Ela foi a filha de Leonardo II Tocco, senhor de Zacinto. Seu pai foi o irmãos mais novo de Carlos I Tocco, conde de Cefalônia e Lêucade e déspota do Epiro entre 1411-1429. Leonardo parece ter morrido cedo. Em 1424, Carlos I adotou Madalena e seu irmão Carlos II Tocco.
Carlos I foi derrotado na batalha das Equinadas por João VIII Paleólogo (r. 1425–1448) em 1427. Ele teve que se retirar de suas possessões da Élis e abandonou suas pretensões hereditárias sobre Corinto e Mégara. O acordo foi selado com o casamento de Madalena com Constantino Paleólogo, irmão mais jovem de João VIII. O casamento ocorreu em julho de 1428. Ela parece ter se convertido a Igreja Ortodoxa e tomou o nome "Teodora". Durante a vida deles juntos, Constantino manteve vários territórios do Peloponeso sob seu controle embora ainda subordinado a João VIII e Teodoro II Paleólogo, senhor da Moreia. Teodora morreu em novembro de 1429 em Santomeri enquanto dava luz a uma criança morta. Foi enterrada no católico do mosteiro de Zoodotes em Mistras.